# Esenbeckia triangularis
Esenbeckia triangularis är en tvåvingeart som beskrevs av Philip 1954. Esenbeckia triangularis ingår i släktet Esenbeckia och familjen bromsar. Inga underarter finns listade i Catalogue of Life.